# L'ipotesi del male
(Donato Carrisi, L'ipotesi del male, cap. 63)
L'ipotesi del male è un romanzo di Donato Carrisi del 2013 edito da Longanesi. È il secondo thriller dell'autore con protagonista Mila Vasquez e rappresenta sia un prequel che un sequel de Il suggeritore (2009), per questo Carrisi li definisce libri gemelli. Ambientato sette anni dopo il caso del Suggeritore, questo nuovo episodio segue le indagini di Mila su alcuni omicidi concatenati che lasciano trasparire una fitta trama tessuta da un vero e proprio genio del male.
Il libro è vincitore del premio Scerbanenco del 2013. Nella classifiche di vendita si è posizionato al secondo posto diventando un best seller.
In un'intervista a La Stampa, Carrisi afferma che l'idea degli scomparsi che ritornano gli è venuta in mente prima di scrivere Il suggeritore ma l'ha realizzata dopo, quando gli è arrivata una mail da un lettore del suo primo libro. Questi nella missiva sosteneva di essere uno scomparso e di aver ricostruito la propria vita e una nuova rete di affetti basati su un passato fittizio. Nella stessa intervista, Carrisi dice di aver avuto bisogno anche di un'emozione per far partire il libro. Questa gli è venuta da una maglietta vista a Londra che riportava la scritta: Non conosci la paura finché non senti un colpo di tosse provenire da sotto il tuo letto. Al termine del libro, nella Nota dell'autore, Carrisi fornisce qualche particolare in più sullo scomparso che lo ha ispirato e afferma che Kairus è il nome del suo gatto.
Nei Ringraziamenti l'autore dichiara che il personaggio di Mila Vasquez è ispirato a un agente della questura di Roma ed è sua l'espressione messa in bocca a Eric Vincenti: «Io li cerco ovunque. Li cerco sempre»

## Trama

### Roger Valin
L'ispettore Klaus Boris chiama l'agente Mila Vasquez a collaborare a un caso di omicidio: l'assassino ha ucciso lentamente un'intera famiglia risparmiando solo il figlio più piccolo. Verso le 3 del mattino ha telefonato a una lavanderia 24ore dove nessuno ha risposto, poi ha rivelato la propria identità al bambino e gli ha intimato di chiamare la polizia; infine si è dileguato. L'omicida è Roger Valin, un uomo scomparso nel nulla 17 anni prima. Indossava lo stesso vestito con cui era scomparso.
Prima di salire a casa, Mila lascia come sempre un pasto per un vagabondo del quartiere. Entrata nell'appartamento, prende il PC e si collega a una telecamera a infrarossi per spiare una bambina. Poi riflette sugli indizi lasciati dall'assassino e da una ricerca su internet scopre che 17 anni prima il numero della lavanderia 24ore era assegnato a una Love Chapel ora in disuso. Va subito sul luogo.

### Nadia Niverman
Nella cappella dei matrimoni trova il cadavere di un uomo. La vittima è un avvocato noto per la sua abilità a scagionare i mariti denunciati per violenza dalle mogli. Mila ipotizza che il colpevole sia una donna, sia per il movente sia perché la fede trovata al dito del cadavere ha una circonferenza troppo piccola per un uomo. Sull'anello ci sono due incisioni: una è la data del matrimonio, la seconda, graffiata con un oggetto appuntito, è h21. Da un'indagine nell'ufficio dell'avvocato si capisce che l'assassino è una donna scomparsa due anni prima, di nome Nadia Niverman.
A mezzanotte Mila prende la metropolitana nei pressi del Dipartimento per tornare a casa. Il tunnel è deserto tranne una donna che attende sulla banchina opposta. Mila riconosce Nadia Niverman. Questa si butta sotto il treno in arrivo lasciando cadere una piccola scatola di velluto contenente un dente umano.

### Eric Vincenti
Il dente appartiene a un usuraio di nome Harash: l'assassino gli ha estratto otto denti con una tenaglia prima che la vittima morisse di infarto. L'omicida ha scritto sul muro della stanza il codice segreto della cassaforte di Harash, ma risulta incompleto. Mila capisce che la parte finale del codice è h21.
Dalle registrazioni delle telecamere di sicurezza poste lungo la strada si nota l'assassino che si piega per legarsi una scarpa e poi alza il volto sorridendo alla telecamera e saluta. Si tratta di Eric Vincenti, un ex collega di Mila scomparso nel nulla.
Mila intuisce che Eric Vincenti ha nascosto qualcosa nelle fessure del terreno quando si è abbassato per allacciarsi la scarpa.

### André Garcìa
Recatasi sul luogo, Mila trova un foglietto ripiegato e incastrato in un tombino. Si tratta di un articolo di giornale che riporta la notizia della morte di Victor Moustak, spacciatore, e in calce la sigla P.V.O.; Mila si informa e scopre che dal cellulare di Moustak è stato inviato un messaggio inquietante che annuncia l'arrivo di Kairus, il capo dell'armata delle Ombre.
L'assassino ha lasciato un'impronta sulla scena del crimine ma non è schedato; il superiore di Mila, Steph, trova riscontro nell'archivio delle Potenziali Vittime di Omicidio come intuito dalla poliziotta: l'omicida è un certo André Garcìa, uno scomparso. Da un colloquio con l'agente Berish, Mila scopre che Kairus, detto anche il Signore della buonanotte, è ritenuto colpevole della sparizione di sette persone.
Berish mostra a Mila l'identikit di Kairus ottenuto da una testimone di nome Sylvia. Questa è poi scomparsa per mano di Kairus.
Un superiore allunga a Mila la denuncia di una donna che anni prima era stata agganciata telefonicamente da Kairus con l'offerta di una nuova vita. La donna sarebbe solo dovuta andare alla stanza 317 dell'Ambrus Hotel e assumere un sonnifero. Questa va all'albergo ma all'ultimo decide di non prendere il farmaco.

### Michael Ivanovič
Mila e Berish vanno all'Ambrus e prendono la stanza 317. Quando sono dentro squilla il telefono. Mila alza il ricevitore e sente una melodia. Capiscono che Kairus conosce i loro movimenti.
Berish scopre che il brano era L'uccello di fuoco di Stravinskij e lavorando sull'indizio risalgono a Michael Ivanovič, scomparso all'età di sei anni in un momento di distrazione della madre. L'uomo è caratterizzato dal Situs inversus ovvero gli organi sono disposti in maniera speculare rispetto al normale.
Risulta che Michael ha recentemente incontrato un medico al quale ha anche lasciato il proprio indirizzo. Il dottore poi è morto nell'incendio della sua auto. Mila e Berish si recano sul luogo ed entrano in casa scassinando la porta di servizio. All'interno non c'è nessuno ma in una delle stanze trovano la mappa della città con un cerchio rosso a delimitare un'area.
Si recano nella zona individuata dalla mappa e trovano un incendio al quarto piano; sul posto c'è già una guardia. Le fiamme provengono dall'appartamento di Gurevich, un pezzo grosso del Dipartimento di polizia. Questi è nel suo appartamento e in fin di vita e accanto una guardia è accasciata ed esanime.
Berish scende per mettersi in comunicazione con l'autoambulanza. Il suo cane abbaia insistentemente contro il portabagagli di una auto della polizia. Aperto il baule, trova un uomo nudo con gravi ustioni su tutto il corpo. Capisce allora che la guardia nell'appartamento è Michael ed è vivo: la diversa locazione del cuore lo aveva indotto a pensare che non ci fosse battito. Nell'abitazione, Michael attacca Mila ma arrivano subito i rinforzi. Dalle indagini nell'appartamento emerge che Gurevich era un poliziotto corrotto.
Da un diverbio tra Mila e Berish, quest'ultimo viene a sapere che Alice, la figlia di Mila, vive con la nonna e che Mila la spia con una telecamera. La bambola preferita di Alice si chiama Miss.
Berish conduce un interrogatorio non convenzionale per far parlare Michael. Dal dialogo vengono fuori alcuni particolari apparentemente insignificanti ma essenziali alle indagini. Il capolavoro di Berish è però un disegno prodotto da Michael sotto l'impulso dell'inconscio mentre Berish giocava con un accendino. Il disegno ritrae un caseggiato e una figura dietro un vetro.

### Kairus
Mila va a trovare la figlia. Questa è nella sua stanza a giocare e sta dicendo a Miss: «non ti lascio sola. Io non sono come la mia mamma, starò sempre con te». Mila scappa sconvolta e va a casa per tagliarsi con le lamette ma al loro posto trova un pomello con attaccate le chiavi della camera 317. Mila va all'Ambrus e nella stanza trova un bicchiere d'acqua e due pillole blu.
Berish cerca più volte Mila al telefono ma quando vede che non risponde decide di andare da solo a parlare con la madre di Michael. Bussa alla porta e gli apre una donna in carrozzina. Berish le fornisce una propria versione della scomparsa del figlio: constatando che Kairus non fa sparire le persone contro la propria volontà e che Michael era troppo piccolo per decidere, la richiesta dunque dev'essere stata fatta alla madre. Questa, in procinto di divorziare e avendo diagnosticato su se stessa una malattia degenerativa, non poteva badare al figlio e accetta la proposta. Berish ipotizza anche che Kairus le abbia chiesto qualcosa in cambio. La donna conferma la versione di Berish.
Berish va allora all'obitorio e nota che l'edificio corrisponde al disegno di Michael. Chiede di visitare la stanza delle vittime di omicidio non identificate e di vedere «il cadavere che si trova lì da più tempo». I pensieri di Berish ci informano che quello è il Kairus a cui hanno sempre dato la caccia. Quando l'inserviente lo estrae dal frigo Berish lo guarda e afferma: «Mi dispiace, non lo conosco». L'inserviente dichiara che anche quell'altro ha detto la stessa cosa. Guardando sul registro degli ingressi trova la firma di colui che lo ha preceduto.

### Stephanopulos
Nell'ufficio di Steph, Berish ricostruisce il disegno di Kairus; Steph conferma di essere stato lui a far sparire le sette persone vent'anni prima e le altre successivamente; aveva chiesto alla madre di Michael, all'epoca medico legale, la foto di un cadavere e di far slittare in avanti la data del decesso. Quella foto è stata poi mostrata a Sylvia che l'ha memorizzata e in seguito fornita agli inquirenti come descrizione di Kairus; poi è sparita anche Sylvia. Con la data slittata, e dunque posteriore alla scomparsa di Sylvia, se gli inquirenti avessero indagato sulla salma deposta in obitorio, l'avrebbero collegata a Kairus; in tal modo il vero Kairus, creduto morto, sarebbe rimasto libero di agire.
Steph spiega che la sua intenzione era quella di dare una seconda possibilità a chi ha avuto una cattiva sorte fornendo a quella gente una nuova identità e una nuova vita. Quando però Berish lo accusa di essere il mandante degli omicidi degli ultimi giorni Steph dichiara: «no, no è vero […] il signore della buonanotte esiste veramente. […] Siamo stati noi. Dandogli la caccia per tutti questi anni, l'abbiamo evocato. E alla fine lui è apparso». Poi Steph si uccide con un colpo di pistola. Sulla scrivania aveva però lasciato scritto un indirizzo.

### Sylvia
Berish vi si reca. Ad aprire è Sylvia che lo invita a entrare. Dopo qualche chiacchiera sul passato, Sylvia si assenta un attimo. Nel frattempo Berish ripensa Mila e sospetta che sia andata all'Ambrus Hotel. Si congeda e parte in macchina.
L'usciere dell'Ambrus non sa niente di Mila perché non guarda mai in faccia i suoi clienti. Berish si fa raccontare del caso di omicidio occorso trent’anni prima nella 317. L'uomo non sa molto perché all'epoca non lavorava lì; si dice però che una donna sia stata accoltellata con 28 colpi e che la figlia piccola se la sia cavata nascondendosi sotto il letto.
Per capire che cos'ha spinto Mila a fuggire, va a casa della madre. Parlando con la bimba, questa gli regala la sua bambola preferita. Quando Berish le assicura che avrà cura di Miss, la bimba spiega che quello non è il nome della bambola ma di una persona in carne e ossa. A questo punto Berish va a casa di Mila per vedere le registrazioni della telecamera nascosta; Berish nota un'ombra nella stanza della bambina. Un'inquadratura migliore rivela il volto di Miss.
Berish torna a casa di Sylvia. È notte. Si introduce nell'abitazione e si dirige al piano superiore. Nelle foto di famiglia riconosce Michael da piccolo. Scopre un accesso al solaio e vi trova Mila in gravi condizioni di salute; tutt'intorno tantissime foto: forse è l'armata delle Ombre. Arriva la polizia.

### La camera 317 dell'Ambrus Hotel
L'incipit di questa sezione riporta la registrazione della conversazione tra un operatore della polizia e il portiere dell'Ambrus Hotel che denuncia un omicidio nella 317. La porta è chiusa dall'interno e dentro c'è solo la figlia della donna assassinata. Il reperto risale a trent’anni prima.
Berish va a trovare Mila in ospedale e i due fanno il punto della situazione. Secondo la ricostruzione di Berish, la situazione è sfuggita di mano a Steph ed era Sylvia a addestrare gli scomparsi a uccidere. Mila constata che Steph «voleva che risolvessimo il caso perché neanche lui sapeva cosa stesse accadendo realmente».
Berish porge a Mila una foto scattata trent’anni prima dagli inquirenti sulla scena del delitto nella camera 317 dell'Ambrus Hotel. L'immagine ritrae alcuni agenti tra cui un giovane Steph, Sylvia allora bambina, e un altro uomo, l'usciere, che guarda l'obiettivo e tiene in mano il pomello della porta con appesa la chiave della 317. Mila riconosce il Suggeritore.

### Chiusura
Dimessa dall'ospedale, Mila porta la figlia Alice a casa sua. Dai pensieri di Alice si viene a sapere che Miss le ha detto che c'è qualcuno che può esaudire tutti i suoi desideri. Quando Mila si addormenta, Alice esce dal letto e va sul davanzale. In strada c'è un vagabondo. Lei saluta, lui le sorride.
In cella Sylvia deterge ogni cosa che tocca per distruggere le proprie tracce umane, così come faceva il Suggeritore.

## Personaggi
- Mila Vasquez: agente della sezione investigativa per le persone scomparse.
- Simon Berish: agente con un grande talento per gli interrogatori. È il principale collaboratore di Mila nel caso degli scomparsi che ritornano per uccidere. Nel Dipartimento è chiamato il reietto.
- Stephanopulos: o semplicemente Steph, è il diretto superiore di Mila alla sezione scomparsi.
- Klaus Boris: un ispettore del Dipartimento. Coinvolge Mila nelle indagini sugli omicidi.
- Gurevich: un ispettore del Dipartimento.
- Joanna Shutton: soprannominata il Giudice, è il capo del Dipartimento.
- Roger Valin: scomparso da 17 anni, ritorna per commettere un pluriomicidio.
- Nadia Niverman: moglie di un marito violento, è scomparsa da due anni. Ritorna per commettere un omicidio.
- Eric Vincenti: ex-collega di Mila, è scomparso anni prima.
- André Garcìa: uno scomparso tornato per uccidere.
- Diana Müller: affetta da disturbo ossessivo-compulsivo, è scomparsa a 14 anni.
- Camilla Robertson: felicemente sposata e madre di 5 figli. È stata contattata da Kairus e ha sporto denuncia.
- Michael Ivanovič: scomparso all'età di sei anni, è tornato per uccidere.
- Kairus: detto anche il Mago, l'Incantatore di anime, il Signore della buonanotte, è il responsabile della sparizione di molte persone che irretisce con la promessa di una nuova vita.
- Sylvia: fornisce agli inquirenti un identikit di Kairus e poi sparisce per sua mano.
- Alice: bambina spiata nella sua stanza da una telecamera nascosta piazzata da Mila.

## Accoglienza
La recensione di Panorama.it definisce Carrisi «mainstream ma non banale, godibile ma originale, competente su quello che scrive e davvero superbo nella gestione della suspense».
La recensione apparsa sulla rubrica Il Club de La Lettura del Corriere della Sera esprime invece una teoria: «In tutti i brutti libri, c'è sempre una scena che fa cadere dalla sedia il lettore e che lo colpisce come una mazzata in piena fronte». Poi conclude il ragionamento dicendo: «nel caso di questo romanzo la scena si trova a pagina 241».

## Edizioni
- Donato Carrisi, L'ipotesi del male, collana La Gaja scienza, Longanesi, 2013.